# Líadan
Líadan  è un nome proprio di persona irlandese femminile.

## Varianti
- Femminili: Líadáin[1], Liadain[3], Liadhain[3], Lídain

## Origine e diffusione
È basato sul termine irlandese líath ("grigio"), quindi il suo significato viene interpretato come "grigia" o anche "dama grigia". Venne portato da una poetessa (la cui storicità non è sicura) che, fattasi suora, morì di dolore per la nostaglia del suo innamorato, Cuirithir; anche la madre di san Ciarán portò questo nome.
È stato occasionalmente reso in inglese utilizzando il nome Lelia.

## Onomastico
Con questo nome si ricorda un'oscura santa vergine irlandese, chiamata anche "santa Lelia", discendente del principe dei Dál gCais Cairthenn e battezzata da san Patrizio, fondatrice di alcuni monasteri in Irlanda.

## Il nome nelle arti
- Liadan è un personaggio dei romanzi della trilogia di Sevenwaters, scritta da Juliet Marillier.